# Арг-е Бам
Цитаделата на Бам (на персийски: ارگ بم; известна и като Арг-е Бам) е най-голямата кирпична сграда в света.
Разположена е в град Бам, провинция Керман. Арг-е Бам е включена в Списък на световното културно и природно наследство на ЮНЕСКО. Произходът на тази огромна цитадела може да бъде проследен до Пътя на коприната от Ахаменидския период (6 до 4 век пр.н.е.). Площта ѝ е почти 180 000 m2. Цялата сграда е била много голяма крепост, в чието сърце се е намирала самата цитадела, но поради впечатляващият външен вид на цитаделата, която формира най-високата точка, цялата крепост е обявена за Цитаделата на Бам. Разцветът на Арг-е Бам е от 7 до 11 век, бивайки разположен на кръстопътя на важни търговски пътища и известен с производството на копринени и памучни облекла.
Архитектурата на тази древна крепост се разделя на две: частта на правителството, включваща и военен форт, казарми и други, и жилищният сегмент, включващ главния вход на замъка, пазар, около 400 жилища и обществени сгради, като училища и места за спорт.
Наличието на живот в оазиса, е основан на подземните напоителни канали, канатите, от които Бам е запазил едни от най-ранните доказателства в Иран, които продължават да функционират. Цитаделата на Бам е най-представителния пример за укрепен средновековен град, построен по местна техника (чинех), използвайки кални слоеве, сушени на слънце кални тухли (кхещ), както и сводести и куполовидни структури.
Извън сърцевината на Арг-е Бам, съществуват и други защитени исторически структури, сред които Кале Дохтар (Крепостта на девицата, 7 век), Мавзолеят Емамзаде Зайед (11 – 12 век) и Мавзолеят Емамзаде Асири (12 век).
На 26 декември 2003 г., земетресение почти напълно разрушава цитаделата, заедно с голяма част от Бам и околностите му. Няколко дни след земетресението, иранският президент обявява, че цитаделата ще бъде възстановена.